# Мисенга, Пополе
Пополе Мисенга (фр. Popole Misenga; род. 25 февраля 1992 года, Букаву) — конголезский дзюдоист, который был выбран Международным олимпийским комитетом (МОК) для участия в Олимпийской сборной беженцев на летних Олимпийских играх 2016 года в Рио-де-Жанейро.

## Биография
Мисенга родился 25 февраля 1992 года. Он родом из района Букаву в Демократической Республике Конго, который серьезно пострадал во время Второй конголезской войны. После того, как его мать убили, когда ему было девять лет, он сбежал в близлежащий тропический лес и скитался там в течение недели, пока его не спасли и не отвезли в дом в Киншасе.
Он попросил политического убежища в Бразилии после поездки туда, чтобы принять участие на чемпионате мира по дзюдо 2013 года вместе с дзюдоисткой Йоланде Мабикой. Пара утверждала, что их тренеры заперли их в номере отеля, а сами ушли с деньгами, паспортами и талонами на питание. После двух дней, когда Мабика почти не ела, она сбежала, а Мисенга ждал ещё несколько дней, пока в день соревнований не прибыл персонал, от которого несло алкоголем. На следующий день Мабика вернулась в отель и убедила Мисенгу дезертировать, и их обоих отвёз ангольский мужчина в район Браш-де-Пина, где проживает много африканских иммигрантов. Они также заявили, что в Африке их тренеры по дзюдо лишали их еды и запирали в клетках, когда они плохо выступали. Управление верховного комиссара ООН по делам беженцев (УВКБ ООН) официально предоставило ему статус беженца в сентябре 2014 года.
Сейчас он женат на бразильянке, от которой у него двое детей.

## Дзюдо
Мисенга впервые занялся дзюдо в центре для перемещенных детей в Киншасе. В 2010 году он завоевал бронзовую медаль на чемпионате Африки по дзюдо среди юношей до 20 лет.
На чемпионате мира по дзюдо 2013 года, проходившем в Бразилии, он выбыл в первом раунде соревнований, проиграв Исламу Бозбаеву из Казахстана. После этого турнира он попросил убежища в Бразилии и остался в стране. В Бразилии он начал тренироваться в Instituto Reação, школе дзюдо, основанной бронзовым призером Олимпийских игр Флавиу Канто, и сейчас тренируется под руководством тренера Жеральду Бернардеша в Рио-де-Жанейро. До того, как его взяли в Reação, Мисенга подрабатывал в бригадах грузчиках. Он получал поддержку и финансирование от программы Олимпийской солидарности МОК.
3 июня 2016 года МОК объявил, что Мисенга войдет в команду из десяти спортсменов, отобранных для участия в составе олимпийской сборной беженцев на летних Олимпийских играх 2016 года в Рио-де-Жанейро. В весовой категории до 90 кг среди мужчин Мисенга выиграл свой первый бой против Автара Сингха из Индии, но проиграл южнокорейцу Квак Тонхану.
Мисенга продолжил заниматься дзюдо, приняв участие в таких мероприятиях, как чемпионат мира по дзюдо 2019 года и второе олимпийское выступление в составе олимпийской сборной беженцев на летних Олимпийских играх 2020 года в Токио, Япония. Однако он отметил, что количество его соревнований ограничено тем, как беженцам отказывают в выдаче виз.